# Martiros Sarjan
Martiros Sarjan (Armeens: Մարտիրոս Սարյան) (Nachitsjevan aan de Don (bij Rostov aan de Don), 28 februari [O.S. 16 februari]  1880 – Jerevan, 5 mei 1972) was een Armeens schilder.

## Leven en werk
Martiros Sarjan werd geboren in een Armeense familie in Nor Nachitsjevan (vandaag de dag Rostov aan de Don, Rusland). Van 1897 tot 1904 studeerde hij aan de kunstacademie in Moskou. Zijn leermeesters waren onder anderen Valentin Serov en Konstantin Korovin. Hij werd sterk beïnvloed door het werk van Paul Gauguin en Henri Matisse.
In 1901 bracht hij voor het eerst een bezoek aan Armenië, toentertijd een onderdeel van het Russische Rijk, alwaar hij zijn eerste Armeense landschappen schilderde: Makravank (1902); Aragats (1902); Buffel. Sevan (1903); Avond in de tuin (1903); In het Armeense dorp (1903). Deze schilderijen werden sterk geprezen in de Russische pers.
Van 1910 tot 1913 reisde hij uitgebreid door Turkije, Egypte en Iran. In 1915 kwam hij naar Edzjmiatsin om vluchtelingen van de Armeense Genocide te hulp te staan. In 1916 trouwde hij in Tbilisi met Loesik Agajan. In Tbilisi hielp hij eveneens met het stichten van een Vereniging van Armeense Kunstenaars.
Nadat de bolsjewieken in 1917 aan de macht kwamen, vertrok hij met zijn gezin naar Rusland, om zich in 1921 in Armenië te vestigen. Hij werd vooral bekend om zijn Armeense landschappen, maar was eveneens de ontwerper van het wapenschild van de Armeense Socialistische Sovjetrepubliek en het gordijn voor het eerste Armeense staatstheater.
Van 1926 tot 1928 was hij woonachtig in Parijs. De meeste werken die hij hier schilderde zijn echter vernietigd tijdens een brand aan boord van het schip waarmee de schilderijen verscheept werden.
In de jaren 30 werd hij verkozen tot afgevaardigde van de Opperste Sovjet. Hij ontving driemaal de Leninorde evenals talloze andere onderscheidingen. Hij was ook lid van de Armeense Academie der Wetenschappen.
Sarjan is op 5 mei 1972 in Jerevan overleden. In zijn voormalige woning is vandaag de dag een museum gehuisvest waar het grootste deel van zijn werken geëxposeerd wordt. Zijn lichaam is in Jerevan begraven in het Pantheon, naast het lichaam van Komitas Vardapet.

## Galerij

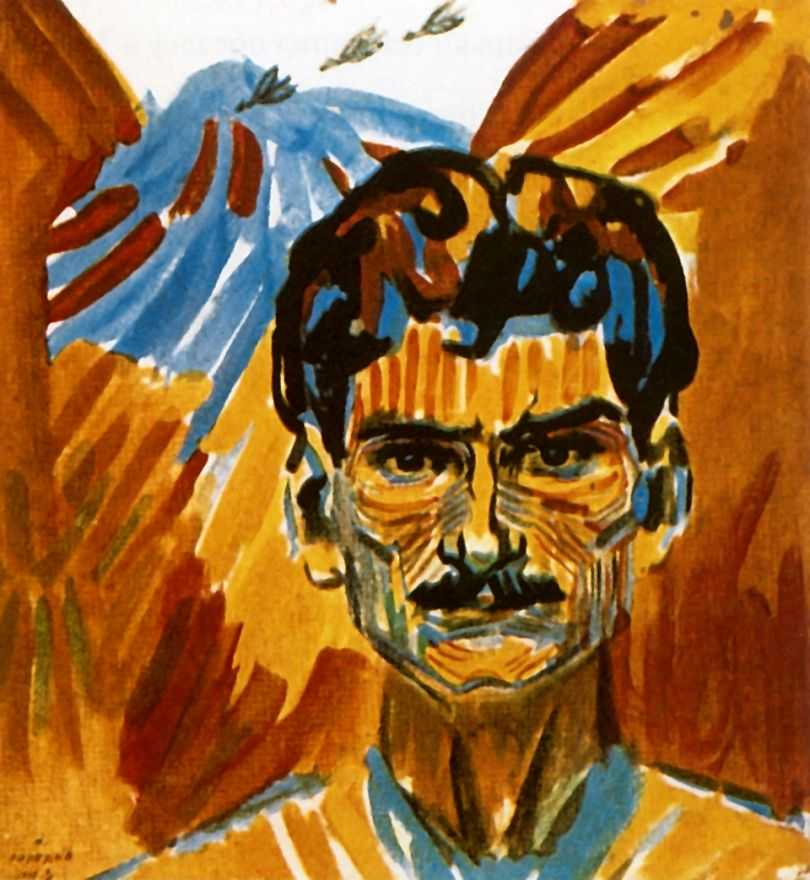
Zelfportret uit 1907
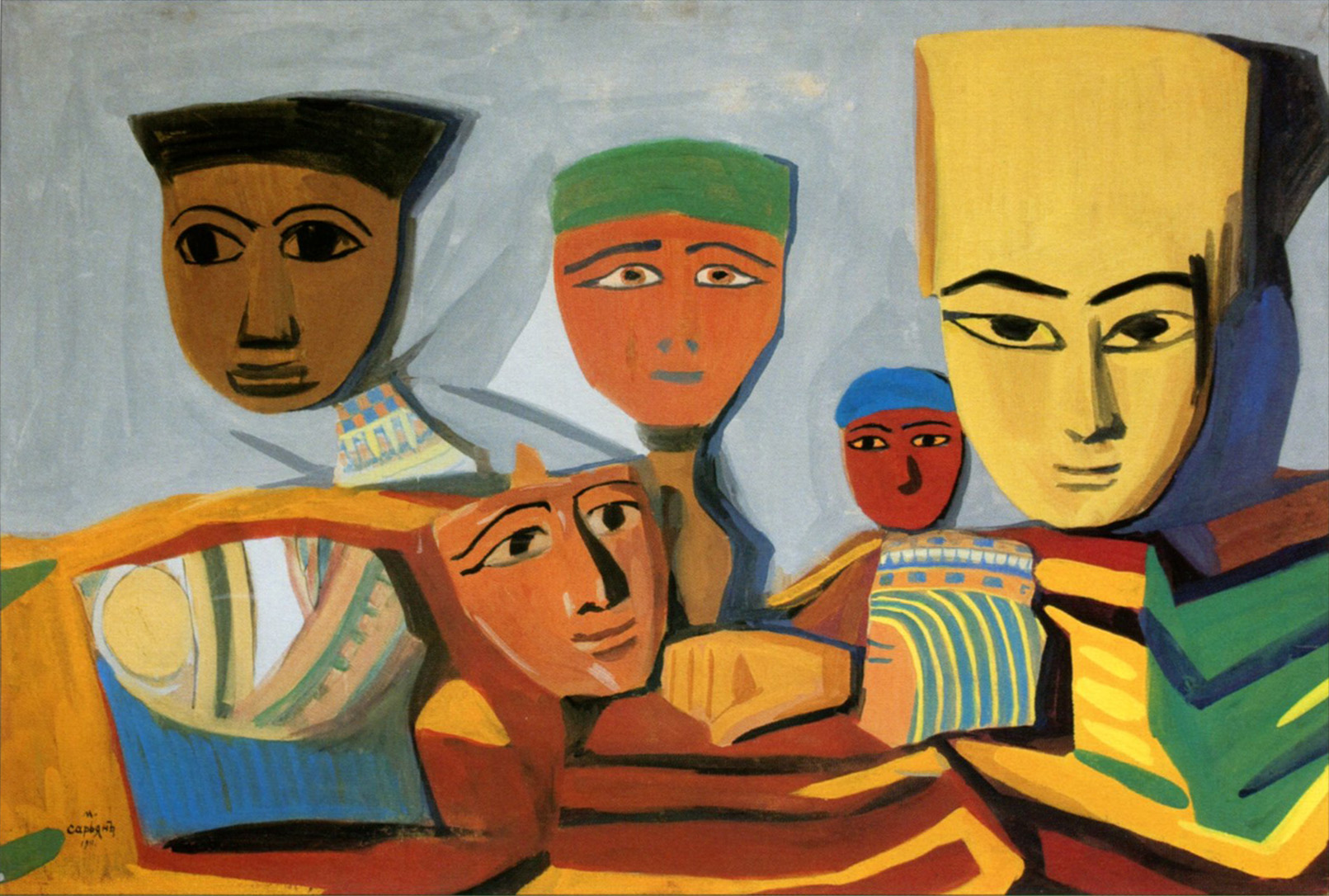
Egyptische maskers, 1911
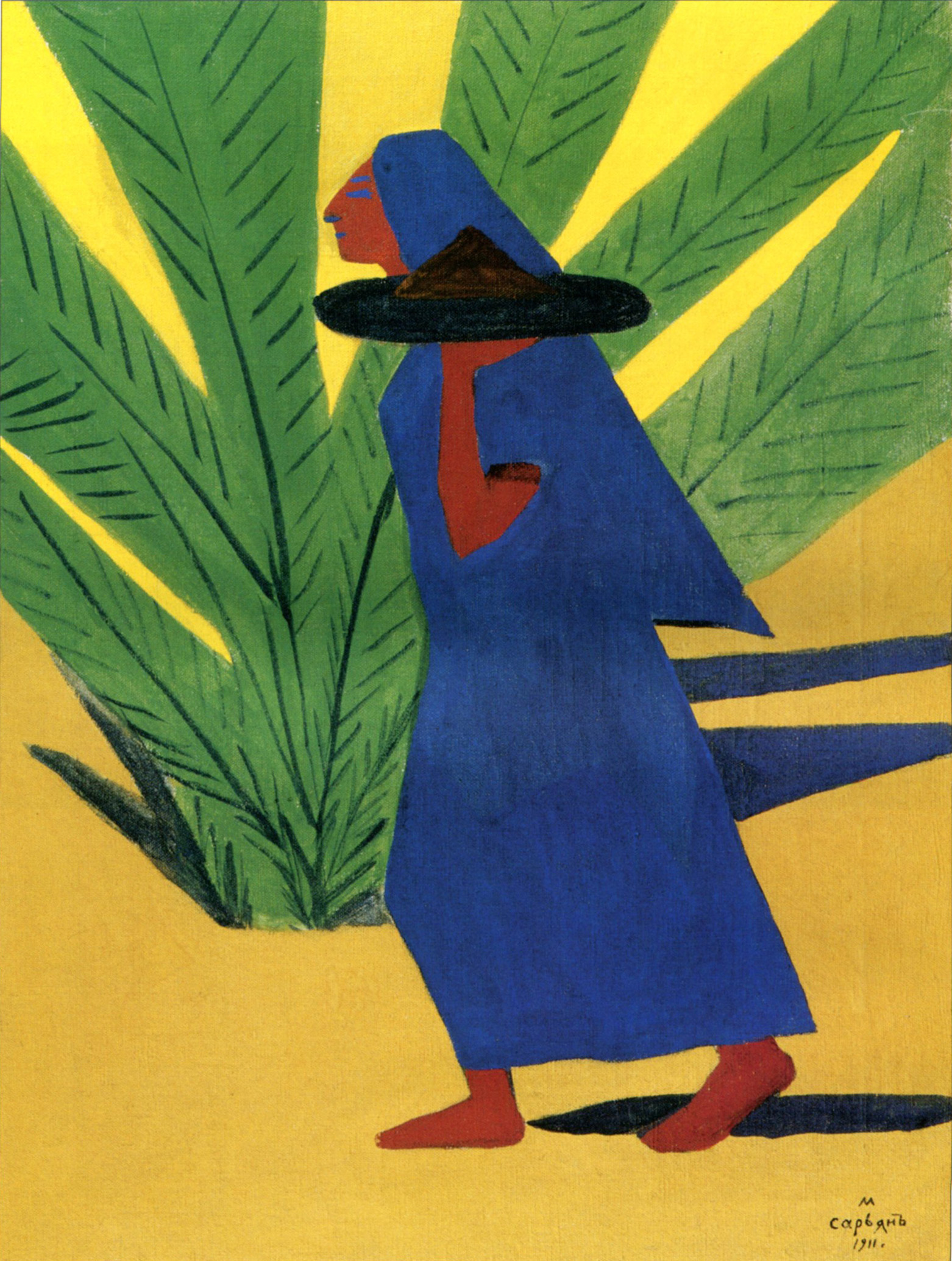
Lopende vrouw, 1911
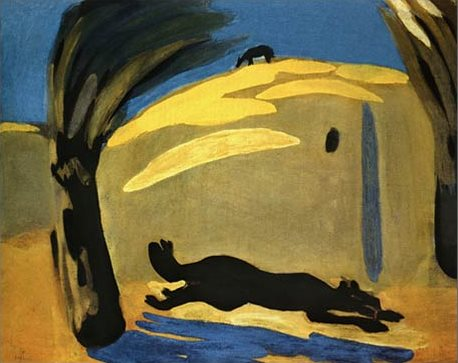
Zomerhitte, 1909
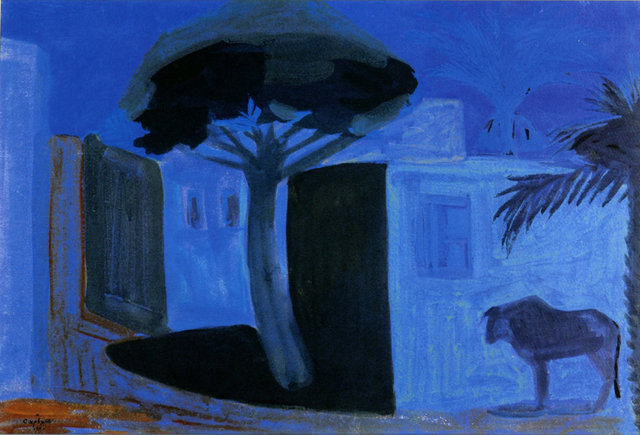
Nachtelijk landschap, 1911